# Reyesia juniperoides
Reyesia juniperoides är en potatisväxtart som först beskrevs av Erich Werdermann, och fick sitt nu gällande namn av W.G. D'arcy. Reyesia juniperoides ingår i släktet Reyesia och familjen potatisväxter. Inga underarter finns listade i Catalogue of Life.